# Tanytarsus partenkirchensis
Tanytarsus partenkirchensis är en tvåvingeart som beskrevs av Maurice Emile Marie Goetghebuer 1934. Tanytarsus partenkirchensis ingår i släktet Tanytarsus och familjen fjädermyggor.
Artens utbredningsområde är Tyskland. Inga underarter finns listade i Catalogue of Life.